# Bullet (motor de física)
Bullet, também conhecido como PyBullet, é um motor de física. Ele é código aberto e é disponível sob a licença zlib, o tornando livre para uso comercial e não-comercial. Ele é usado em jogos e filmes; já foi usado nos filmes 2012 e Sherlock Holmes, e nos jogos Trials HD e Madagascar Kartz. Programas que usam Bullet, incluem: Blender, LightWave e CINEMA 4D.

## Características
- Dinâmica de corpo rígido;
- Dinâmica de corpo macio;
- Detecção de colisão;
- Detecção de colisão convexa;
- Física de compulsão (constraints);
- Suporte a COLLADA 1.4.